# Districten van Slowakije

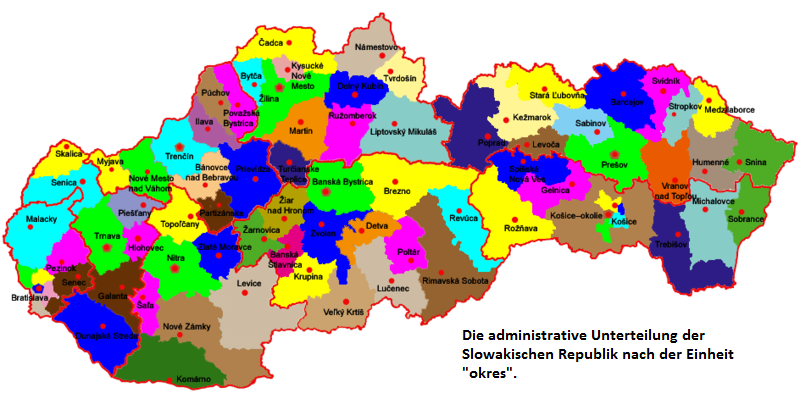
Districten van Slowakije

Er zijn 79 districten van Slowakije (okresy), de hoofdstad Bratislava is verdeeld in 5 districten en de stad Košice in 4 districten. De districten zijn genoemd naar de grootste plaats in het district.

## Lijst
De complete lijst in alfabetische volgorde:
- Banská Bystrica
- Banská Štiavnica
- Bardejov
- Bánovce nad Bebravou
- Brezno
- Bratislava I
- Bratislava II
- Bratislava III
- Bratislava IV
- Bratislava V
- Bytča
- Čadca
- Detva
- Dolný Kubín
- Dunajská Streda
- Galanta
- Gelnica
- Hlohovec
- Humenné
- Ilava
- Kežmarok
- Komárno
- Košice I
- Košice II
- Košice III
- Košice IV
- Košice-okolie
- Krupina
- Kysucké Nové Mesto
- Levice
- Levoča
- Liptovský Mikuláš
- Lučenec
- Malacky
- Martin
- Medzilaborce
- Michalovce
- Myjava
- Námestovo
- Nitra

- Nové Mesto nad Váhom
- Nové Zámky
- Partizánske
- Pezinok
- Piešťany
- Poltár
- Poprad
- Považská Bystrica
- Prešov
- Prievidza
- Púchov
- Revúca
- Rimavská Sobota
- Rožňava
- Ružomberok
- Sabinov
- Senec
- Senica
- Skalica
- Snina
- Sobrance
- Spišská Nová Ves
- Stará Ľubovňa
- Stropkov
- Svidník
- Šaľa
- Topoľčany
- Trebišov
- Trenčín
- Trnava
- Turčianske Teplice
- Tvrdošín
- Veľký Krtíš
- Vranov nad Topľou
- Zlaté Moravce
- Zvolen
- Žarnovica
- Žiar nad Hronom
- Žilina